# Paradrymadusa aksirayi
Paradrymadusa aksirayi är en insektsart som beskrevs av Karabag 1952. Paradrymadusa aksirayi ingår i släktet Paradrymadusa och familjen vårtbitare. Inga underarter finns listade i Catalogue of Life.